# Dinosperma stipitatum
Dinosperma stipitatum är en vinruteväxtart som först beskrevs av C. T. White & W. D. Francis, och fick sitt nu gällande namn av Thomas Gordon Hartley. Dinosperma stipitatum ingår i släktet Dinosperma och familjen vinruteväxter. Inga underarter finns listade i Catalogue of Life.